# Indagine su un cittadino al di sopra di ogni sospetto
Indagine su un cittadino al di sopra di ogni sospetto è un film del 1970 diretto da Elio Petri e interpretato da Gian Maria Volonté e Florinda Bolkan. È considerato uno dei migliori film del regista e uno dei migliori in Italia, tanto che venne inserito nella lista 100 film italiani da salvare. Il film vinse il Grand Prix Speciale della Giuria al 23º Festival di Cannes e il Premio Oscar al miglior film straniero 1971, nonché una candidatura per la migliore sceneggiatura originale agli Oscar dell'anno dopo.

## Trama

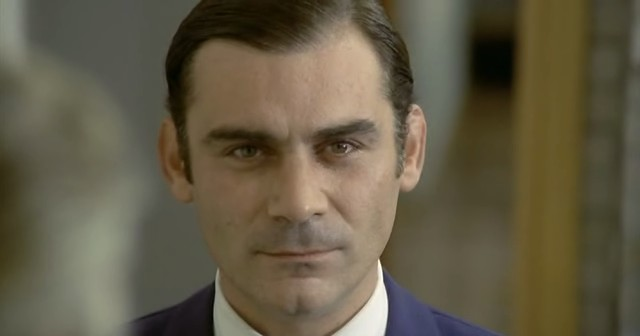
Gian Maria Volonté in una scena del film

Roma. Il giorno stesso della sua promozione al comando dell'ufficio politico della Questura, un dirigente di Pubblica Sicurezza (del quale per tutta la durata del film non viene fatto il nome e che in fase di sceneggiatura viene individuato come l'Assassino), fino a quella mattina capo della sezione omicidi, uccide con una lametta Augusta Terzi, la propria amante, nell'appartamento di lei.
Il film è realizzato con la tecnica dei flashback in cui si rivela che Augusta invitava il commissario ad abusare del proprio potere o a narrarle particolari scabrosi cui aveva assistito nelle vesti di poliziotto o, ancora, lo provocava parlandogli di una sua relazione con un giovane rivoluzionario, l'ex studente anarchico Antonio Pace, che vive nel suo stesso palazzo. La Terzi, entrando in intimità profonda con lui, porta a nudo le sue debolezze e non manca di umiliarlo per queste.
Consapevole e allo stesso tempo incapace di sostenere il potere che egli stesso incarna, il poliziotto dissemina la scena del delitto di prove e, durante le indagini, alternativamente ricatta, imbecca e depista i colleghi che si occupano del caso. Se in un primo momento ciò che guida il protagonista pare essere l'arroganza di chi confida nella propria insospettabilità, la veridicità di questa convinzione viene via via smentita dai fatti col proseguire della storia.

La vittima, Augusta Terzi (Florinda Bolkan)

Il poliziotto assassino, in nome della vittoria dell'ordine costituito, finisce per agognare la propria punizione, che tuttavia gli viene preclusa dal suo potere e dalla sua posizione: l'unico testimone dei fatti, l'anarchico individualista Pace, non vorrà denunciarlo per poterlo ricattare («Un criminale a dirigere la repressione: è perfetto!», esclama durante l'interrogatorio).
Il protagonista oramai deciso sulla sua posizione autopunitiva, consegna una lettera di confessione ai suoi colleghi, e - invocando quale unica attenuante il fatto di essere stato continuamente preso in giro dalla propria vittima - s'impone gli arresti domiciliari: a casa, nell'attesa del suo arresto ufficiale, si addormenta e sogna di essere costretto dai suoi superiori e colleghi, che analizzano e rifiutano la validità degli indizi e delle prove, a firmare la "confessione della propria innocenza".
Al risveglio, con l'arrivo dei pezzi grossi della polizia, lo attende il vero finale che non viene però svelato dal regista ed è lasciato in sospeso. Il film si chiude con l'immagine delle tapparelle che si abbassano nella stanza in cui il protagonista ha appena ricevuto gli inquirenti, mentre sullo schermo appare una citazione di Franz Kafka: «Qualunque impressione faccia su di noi, egli è un servo della legge, quindi appartiene alla legge e sfugge al giudizio umano».

## Colonna sonora
La comune predilezione per i timbri espressivi dell'iperbole, del grottesco, dello "straniamento di origine brechtiana", rendono il connubio tra Elio Petri e il musicista Ennio Morricone uno dei più produttivi, quantitativamente e qualitativamente, del cinema italiano. La colonna sonora di Indagine, che pare aver esercitato una notevole impressione sullo stesso Stanley Kubrick, ne rappresenta, forse, il vertice. Qui, la contaminazione tra ambito classico ed ambito popolaresco (ad esempio il mandolino suonato come fosse un clavicembalo) con gli "inserti ritmicamente imprevedibili del marranzano, del sax soprano e del contrabbasso elettrico" risultano perfettamente funzionali nell'accompagnamento dei moti convulsi della psiche disturbata del protagonista.

## Distribuzione
Il film venne distribuito nel circuito cinematografico italiano nell'inverno del 1970, in date diverse da città a città: il 12 febbraio venne presentato a Milano, a Roma arrivò nei cinema il 20 febbraio, mentre a Torino fu distribuito a partire dal 3 marzo.
La pellicola uscì in un periodo politicamente molto incandescente in Italia ed in special modo a Milano - appena due mesi dopo la strage di piazza Fontana (che diede avvio agli anni di piombo ed alla strategia della tensione), la morte violenta dell'anarchico Giuseppe Pinelli e l'arresto di Pietro Valpreda -, venne accompagnata dal divieto alla visione ai minori di 14 anni, ed era in forte odore di un imminente sequestro, richiesto da alcuni dirigenti della questura di Milano, i quali, presenti alla prima del film il 12 febbraio, avevano lasciato indignati la proiezione prima della fine.
Sia per la decisione del sostituto procuratore Giovanni Caizzi - lo stesso che successivamente avrebbe prosciolto Il fiore delle Mille e una notte di Pier Paolo Pasolini -, sia per probabili considerazioni di ordine politico, il film non fu sequestrato.

## Accoglienza
Per quanto si trattasse di un film complesso, denso di riferimenti culturali e artistici (da Bertolt Brecht a Wilhelm Reich, da Karl Marx a Franz Kafka, dal thriller politico all'americana al grottesco), che furono forse maggiormente recepiti all'estero, l'accoglienza del film in Italia fu fortemente condizionata dai recenti avvenimenti politici interni.
Il film, sin dall'inizio, divenne oggetto di confronto politico, nonostante iniziasse con la dicitura "Ogni riferimento a persone o fatti è puramente casuale". L'allora periodico quindicinale Lotta Continua lo elogiò, vedendo nel personaggio interpretato da Gian Maria Volonté la figura del commissario Luigi Calabresi, accusato dal movimento extraparlamentare di essere responsabile della morte di Pinelli. La sua sola uscita era stata salutata da Giovanni Grazzini, sulle colonne del quotidiano italiano Corriere della Sera come «un importante passo avanti verso una società più adulta, tanto più sicura di sé e della democrazia da potersi permettere di criticare istituti tenuti per sacri». Ugo Pirro ricorda: «Ci avevano detto che saremmo finiti in carcere: era una tale bomba.»
L'incombere della minaccia di sequestro ed i recenti avvenimenti politici concorsero a un immediato successo: «L'affluenza del pubblico nelle sale era enorme e in alcuni casi fu necessario interrompere la circolazione dei veicoli, data la lunghezza delle file alle biglietterie. La gente si accalcava perché non credeva ai propri occhi.» In seguito a tale successo, una parte della critica di sinistra, quella in particolare che faceva riferimento alle riviste Ombre rosse e Quaderni piacentini, rivolse a questo, come ad altri successivi film di Elio Petri, l'accusa di spettacolarizzare a scopo economico i processi sociali e politici.

### Incassi
Il film, con un incasso di 1.928.240.000 lire dell'epoca, si classificò all'ottavo posto tra i film di maggiore incasso in Italia della stagione cinematografica 1969-1970, mentre, considerando i più omogenei dati relativi ai film in prima visione in sedici città capozona, nella stagione agosto 1969-luglio 1970, Indagine su un cittadino al di sopra di ogni sospetto fu sesto in assoluto con 690.191.000 lire di allora d'introito.

### Critica
(Elio Petri)
Indagine su un cittadino al di sopra di ogni sospetto è il primo film di una trilogia (proseguita con La classe operaia va in paradiso del 1971 e La proprietà non è più un furto del 1973), frutto della collaborazione con lo sceneggiatore Ugo Pirro, in cui vengono messi in scena i motivi centrali della vita politica italiana dell'epoca, rendendo Elio Petri un bersaglio privilegiato nello scontro critico e politico interno alla sinistra negli anni settanta.
Per Maurizio Porro, il film di Petri è un thriller spinto sul grottesco, travestito da giallo ma con lo scopo di denunciare le patologie del sistema poliziesco in clima da Sessantotto e dintorni. Era stato inizialmente concepito come un'elaborazione del tema dostoevskiano della sfida di un assassino alla giustizia e come una riflessione sui meccanismi psicologici che, a partire dal nostro bisogno interiore di una figura paterna, ci rendono alleati di un potere autoritario e repressivo, «facendo di tutti noi dei bambini.» La valenza più dichiaratamente politica venne al film dalla scelta di un commissario di polizia per la parte dell'assassino. La più generale riflessione sui meccanismi del potere, e sull'immunità di chi lo esercita, veniva situata nell'Italia repubblicana, in cui per 25 anni la polizia aveva «perpetrato per le strade decine e decine di condanne sommarie contro masse indifese di operai e contadini [...] senza che nessuno avesse [...] mai pagato per tutti questi morti.»
Durante un incontro con Elio Petri per discutere del film, il regista e critico cinematografico Alexandre Astruc ebbe a dire: "Per una volta, un'analisi che risulta lucida, intelligente, tagliente come un bisturi, invece di essere pretenziosa, invece di essere strumentale, invece di deplorare l'insicurezza o di far uso di slogan come le solite analisi. [Quella di Petri] È un'analisi interna, un'analisi umana. Per me, i maestri di Petri sono Visconti, Renoir. C'è la testa e c'è il cuore. Senza cervello, non c'è cuore. Senza cuore, non c'è cervello."
Il film è stato selezionato tra i 100 film italiani da salvare.

## Riconoscimenti
- 1971 - Premio Oscar
  - Miglior film straniero (Italia)
- 1972 - Premio Oscar
  - Candidatura Migliore sceneggiatura originale a Elio Petri e Ugo Pirro
- 1971 - Golden Globe
  - Candidatura Miglior film straniero (Italia)
- 1970 - Festival di Cannes
  - Grand Prix Speciale della Giuria a Elio Petri
  - Premio FIPRESCI a Elio Petri
  - Candidatura Palma d'Oro a Elio Petri
- 1972 - Kansas City Film Critics Circle Award
  - Miglior film straniero

- 1970 - David di Donatello
  - Miglior film a Daniele Senatore e Marina Cicogna
  - Miglior attore protagonista a Gian Maria Volonté
- 1971 - Nastro d'argento
  - Regista del miglior film a Elio Petri
  - Miglior attore protagonista a Gian Maria Volonté
  - Miglior soggetto a Elio Petri e Ugo Pirro
  - Candidatura Miglior produttore a Daniele Senatore e Marina Cicogna
  - Candidatura Miglior sceneggiatura a Elio Petri e Ugo Pirro
- 1970 - Globo d'oro
  - Miglior film a Elio Petri
  - Miglior attore a Gian Maria Volonté